# A Bell for Adano
A Bell for Adano is een Amerikaanse dramafilm uit 1945 onder regie van Henry King. Het scenario werd gebaseerd op de gelijknamige roman uit 1944 van de Amerikaanse auteur John Hersey.

## Verhaal
De Amerikaanse majoor Victor P. Joppolo schenkt een nieuwe klok aan het Siciliaanse dorp Adano. Daar wordt hij verliefd op de vissersdochter Tina Tomasino, maar zij wil wachten op haar verloofde. Wanneer ze uiteindelijk te weten komt dat hij is gesneuveld, bekent ze haar liefde voor Joppolo. Hij is inmiddels al getrouwd en keert terug naar de VS.

## Rolverdeling
| Acteur            | Personage                    |
| ----------------- | ---------------------------- |
| Gene Tierney      | Tina Tomasino                |
| John Hodiak       | Majoor Victor P. Joppolo     |
| William Bendix    | Sergeant Borth               |
| Glenn Langan      | Luitenant Crofts Livingstone |
| Richard Conte     | Nicolo                       |
| Stanley Prager    | Sergeant Trampani            |
| Harry Morgan      | Kapitein Purvis              |
| Monty Banks       | Giuseppe                     |
| Reed Hadley       | Commandant Robertson         |
| Roy Roberts       | Kolonel Middleton            |
| Hugo Haas         | Pastoor Pensovecchio         |
| Marcel Dalio      | Zito                         |
| Fortunio Bonanova | Commissaris Gargano          |
| Henry Armetta     | Voerman                      |
| Roman Bohnen      | Voerman                      |